# 群山貨運站
群山貨運站（：／ Gunsanhwamul yeok */?）是位于韩国全罗北道群山市的一个车站，属于群山货物线和沃溝線。

## 历史
- 1912年3月6日 - 落成使用，车站名称是群山站。
- 2008年1月1日 - 改为现在名称。
- 2008年7月1日 - 货运列车停止运行。

## 相鄰車站
韓國鐵道公社
群山貨物線
開井－群山貨運站
沃溝線
群山貨運站－沃溝